# Obscura (czasopismo)
Obscura – polski miesięcznik o tematyce fotograficznej, poświęcony teorii oraz historii fotografii, wydawany w Warszawie w latach 1982–1989. Pismo (biuletyn) Federacji Amatorskich Stowarzyszeń Fotograficznych w Polsce.

## Historia
Czasopismo ukazujące się w latach 80. XX wieku było pismem, biuletynem wydawanym przez Federację Amatorskich Stowarzyszeń Fotograficznych w Polsce, istniejącej w latach 1961–1989. Pomysłodawcą i inicjatorem powstania biuletynu był Jerzy Busza (polski krytyk sztuki, publicysta), który pełnił funkcję redaktora naczelnego pisma. Zespół redakcyjny stanowili: Marceli Bacciarelli, Zbigniew Dubiel (redaktor graficzny do nr 10), Jan M. Jackowski, Andrzej Krajewski (pomysłodawca tytułu oraz projektant okładki), Lech Lechowicz, Marta Leśniakowska, Sławomir Magala, Grzegorz Musiał, Adam Sobota, Janina Wojtan (redaktor graficzny od nr 11). Z biuletynem współpracowała (m.in.) Urszula Czartoryska (polska historyk sztuki). 
Obscura nie była pismem ilustrowanym. Zawartość czasopisma stanowiły między innymi tłumaczenia nowatorskich, bestsellerowych tekstów o funkcjonowaniu fotografii jako dziedziny sztuki w świecie. Wiele treści poświęcano teorii oraz historii fotografii. Obscura ukazywała się w nakładzie 500 egzemplarzy – rocznie wydawano 10 numerów czasopisma.